# Patriotas.eu
Patriotas.eu (en inglés: Patriots.eu), anteriormente conocido como Partido Identidad y Democracia (ID Party; en inglés Identity and Democracy Party) (desde 2019 hasta agosto de 2024), y como  Movimiento por una Europa de Naciones y Libertades (MENL; en inglés Movement for a Europe of Nations and Freedom) (entre 2014 y 2019), es un partido político europeo fundado en 2014. El partido ha sido descrito como de derecha y de extrema derecha. Sus diputados se integraron en el grupo parlamentario Europa de las Naciones y de las Libertades en la octava legislatura del Parlamento Europeo, en Identidad y Democracia en la novena legislatura, y en Patriotas por Europa en la décima legislatura.

## Historia
Tras las elecciones al Parlamento Europeo de 2014, los partidos afiliados a la Alianza Europea por la Libertad intentaron sin éxito formar un grupo político en el Parlamento Europeo. Al no llegar a formar un grupo sin éxito, Agrupación Nacional, Liga, Partido de la Libertad de Austria, Vlaams Belang y el Partido Conservador Cívico formaron MENF.
Más tarde, en 2014, decidieron crear una nueva estructura a nivel europeo, que se convirtió en el Movimiento por una Europa de las Naciones y de las Libertades. El holandés Partido por la Libertad (PVV) decidió no participar en este partido paneuropeo, ya que declinó ser financiado por la Unión Europea. El polaco Congreso de la Nueva Derecha (KNP), inicialmente afirmó que sería parte de la nueva alianza, pero fue acusado en un comunicado de prensa por el francés Agrupación Nacional de difundir reclamos falsos en los medios de comunicación polacos y austriacos. Finalmente, el KNP participó en la creación del nuevo grupo parlamentario del partido, ya que su polémico líder Janusz Korwin-Mikke fue desalojado del partido para ser reemplazado por Michal Marusik.
Fue reconocido por el Parlamento Europeo (PE) en 2015. Su subvención máxima del PE para este año es de €1.170.746 más €621.677 para su fundación política afiliada, la Fondation pour une Europe des Nations et des Libertés.
El 16 de junio de 2015, se creó en el Parlamento Europeo el grupo parlamentario Europa de las Naciones y de las Libertades con miembros del MENF (RN, FPÖ, LN, VB), así como el PVV, el KNP de Polonia y una exmiembro del UKIP, Janice Atkinson.
El primer congreso del movimiento se celebró el 28 de junio de 2015 en Perpiñán, Francia, reuniendo a algunos eurodiputados de la Agrupación Nacional, así como a algunos de sus representantes locales y nacionales miembros; el objetivo de esta reunión fue principalmente hacer que el primer año de acción de los eurodiputados del Agrupación Nacional en revisión.
El 15 de septiembre de 2015, el flamenco Vlaams Belang (VB) y el movimiento organizaron un coloquio sobre soberanía que tuvo lugar en el Parlamento Flamenco con el líder de VB Tom Van Grieken, el eurodiputado Gerolf Annemans, la miembro de VB Barbara Pas y el líder del Agrupación Nacional Marine Le Pen. Todos los partidos flamencos aprobaron la visita de Marine Le Pen al Parlamento Flamenco, aunque el presidente del Parlamento Flamenco Jan Peumans (N-VA) decidió no ser parte de este coloquio.
El 21 de noviembre de 2015, el think tank de MENF, "Fundación para una Europa de las Naciones y las Libertades" organizó un coloquio ("L'euro, un échec inéluctable?") sobre el Euro y cómo podría ser un fracaso ineludible. Jacques Sapir participó en este coloquio entre otros. La FENF, presidida por Gerolf Annemans, organizó otro coloquio el 2 de abril de 2016 en París que se ocupó de la representación sindical y el desarrollo de organizaciones profesionales en Francia.
El tercer coloquio del movimiento tuvo lugar el 4 de marzo de 2016 en el Parlamento Flamenco con el líder de VB Tom Van Grieken y el líder de PVV Geert Wilders. Este coloquio titulado "Libertad" ("Vrijheid") trató sobre las libertades en Europa y cómo se verían amenazadas por la inmigración de "países con culturas que son fundamentalmente diferentes [de la europea]".
Los partidos y aliados miembros del movimiento se reunieron en julio de 2016 en Viena, en un evento organizado por el FPÖ de Austria. La francesa Agrupación Nacional, la Liga de Matteo Salvini, la AfD, el Vlaams Belang de Bélgica y el holandés Partido por la Libertad estuvieron presentes entre otros políticos independientes y partidos europeos más pequeños.
Según Político, el movimiento le debía en 2016 al Parlamento Europeo €535.818. Las razones dadas por Político fueron el uso prohibido de subvenciones europeas por parte del partido MENF para financiar partidos políticos nacionales y campañas de referéndum. El partido negó enérgicamente estas acusaciones al decir que solo tenían que devolver los fondos de la UE no utilizados al Parlamento Europeo.
En 2019, el partido se expandió al incluir al Partido Popular Conservador de Estonia en febrero, Somos Familia en marzo y a la Lega per Salvini Premier en septiembre. Después de las elecciones al Parlamento Europeo de 2019, el partido pasó a llamarse Partido Identidad y la Democracia como el partido político europeo para el Grupo Identidad y Democracia en el Noveno Parlamento Europeo.
En agosto de 2024, el Partido Identidad y Democracia cambió su nombre a Patriots.eu.

## Financiación
Como partido político europeo registrado, el partido tiene derecho a financiación pública europea, que ha recibido ininterrumpidamente desde su primera aplicación en 2015.
A continuación se muestra la evolución de la financiación pública europea recibida por el partido.
Importe (€)Financiación pública europea de los partidos políticos europeos01.000.0002.000.0003.000.0004.000.0005.000.0002004200720102013201620192022Importes máximos de financiación públicaImportes de financiación pública efectivamente recibidos
De acuerdo con el Reglamento sobre los partidos políticos europeos y las fundaciones políticas europeas, el partido también recauda fondos privados para cofinanciar sus actividades. En 2025, los partidos europeos deben recaudar al menos el 10% de sus gastos reembolsables de fuentes privadas, mientras que el resto puede cubrirse con fondos públicos europeos.
A continuación se muestra la evolución de las contribuciones y donaciones recibidas por el partido.
Importe (€)Contribuciones recaudadas por los partidos políticos europeos100.000150.000200.000250.000300.000350.000400.000450.00020152017201920212023Patriotas
Importe (€)Donaciones recaudadas por los partidos políticos europeos01000200030004000500020152017201920212023Patriotas

## Miembros

### Partidos políticos
Los siguientes partidos forman parte de Patriotas.eu. Todos ellos se encuentran integrados en el grupo político del Parlamento Europeo de Patriotas por Europa:
| Total | Total               | Partido miembro                                                                 | Partido miembro                                 | Parlamento Europeo  | Parlamento Europeo   | Parlamento Europeo   |
| Total | Total               | Partido miembro                                                                 | Partido miembro                                 | Respecto al partido | Respecto a su estado | Respecto a su estado |
| ----- | ------------------- | ------------------------------------------------------------------------------- | ----------------------------------------------- | ------------------- | -------------------- | -------------------- |
|       | Patriotas.eu 78/720 |                                                                                 | Agrupación Nacional Rassemblement national (RN) | 29/78               | 29/81                | Francia              |
|       | Patriotas.eu 78/720 | Fidesz-Unión Cívica Húngara Fidesz-Magyar Polgári Szövetség (FIDESZ)            | 10/78                                           | 10/21               | Hungría              |                      |
|       | Patriotas.eu 78/720 | Liga por Salvini Premier Lega per Salvini Premier (LSP)                         | 8/78                                            | 8/76                | Italia               |                      |
|       | Patriotas.eu 78/720 | Sí 2011 Ano 2011 (ANO)                                                          | 7/78                                            | 7/21                | Chequia              |                      |
|       | Patriotas.eu 78/720 | Partido de la Libertad de Austria Freiheitliche Partei Österreichs (FPÖ)        | 6/78                                            | 6/20                | Austria              |                      |
|       | Patriotas.eu 78/720 | Partido por la Libertad Partij voor de Vrijheid (PVV)                           | 6/78                                            | 6/31                | Países Bajos         |                      |
|       | Patriotas.eu 78/720 | Vox                                                                             | 6/78                                            | 6/61                | España               |                      |
|       | Patriotas.eu 78/720 | Interés Flamenco Vlaams Belang (VB)                                             | 3/78                                            | 3/22                | Bélgica              |                      |
|       | Patriotas.eu 78/720 | ¡Basta! Chega! (CH)                                                             | 2/78                                            | 2/21                | Portugal             |                      |
|       | Patriotas.eu 78/720 | Voz de la Razón Φωνή Λογικής (ΦΛ)                                               | 1/78                                            | 1/21                | Grecia               |                      |
|       | Patriotas.eu 78/720 | Partido Popular Conservador de Estonia Eesti Konservatiivne Rahvaerakond (EKRE) | 0/78                                            | 0/7                 | Estonia              |                      |

1. ↑  A efectos de la financiación de los partidos europeos, las "contribuciones" se refieren al apoyo financiero o en especie proporcionado por los miembros del partido, mientras que las "donaciones" se refieren a lo mismo pero proporcionado por no miembros.

### Miembros individuales
El partido también cuenta con varios miembros individuales, aunque, como la mayoría de los demás partidos europeos, no ha tratado de desarrollar una afiliación individual masiva.
A continuación se muestra la evolución de la afiliación individual al partido desde 2019.
Miembros individualesMiembros individuales de los partidos políticos europeos0246810201920202021202220232024Patriotas

## Otros partidos relacionados
En febrero de 2016, el líder de FPÖ, Heinz-Christian Strache, fue invitado por el partido anti-euro y antiinmigración AfD y su líder Frauke Petry a su congreso en Düsseldorf y el AfD también anunció un pacto de cooperación con el FPÖ. En abril de 2016, el vicepresidente de AfD, Alexander Gauland, también propuso una alianza con el Agrupación Nacional de Marine Le Pen. Por lo tanto, el eurodiputado de AfD, Marcus Pretzell, se unió al grupo Europa de las Naciones y de las Libertades el 30 de abril de 2016. Los eurodiputados de AfD son miembros del grupo político del Parlamento Europeo Identidad y Democracia, del Partido ID. El Partido Popular Danés también es miembro del grupo político Identidad y Democracia.
El holandés Partido por la Libertad (PVV), a pesar de no ser miembro del MENF, participó en su anterior grupo político en el Parlamento Europeo, ENF. El líder del partido, Geert Wilders, también ha asistido a eventos del Partido ID y aparece en su material promocional. El Partido Azul dirigido por la exlíder de AfD, Frauke Petry y el Partido de la Independencia del Reino Unido, anteriormente dirigido por Nigel Farage, eran miembros de la ENF. Tanto el Partido Azul como el UKIP nunca se convirtieron en miembros oficiales del MENF, sin embargo, estaban ideológicamente alineados.
Los líderes del Partido ID también tienen relaciones políticas públicas de algún tipo con Hermanos de Italia (FdI, Italia). El 24 de octubre de 2015, el líder del MENF y vicepresidente de la Agrupación Nacional, Louis Aliot, se reunió con la actual presidente de Hermanos de Italia, Giorgia Meloni, en Trieste para una conferencia sobre inmigración. También en 2015, Marine Le Pen elogió la victoria de SVP durante las elecciones suizas de 2015, aunque el partido suizo no tiene vínculos oficiales con el movimiento. El movimiento lanzó una campaña contra la inmigración en 2015 al igual que la campaña del SVP durante el Referéndum suizo sobre inmigración de 2014. En febrero de 2017, el eurodiputado francés Edouard Ferrand se reunió con los líderes de Vox durante una reunión del partido de derecha español. En 2016, el presidente de Vox, Santiago Abascal, ya se había reunido con uno de los líderes de la Agrupación Nacional, Louis Aliot, también uno de los eurodiputados del MENF en el Parlamento Europeo.
El Partido ID ha apoyado al Grupo Visegrád de Polonia, Hungría, República Checa y Eslovaquia por su oposición a las políticas migratorias de la Unión Europea en respuesta a la crisis migratoria europea. El Partido ID ha lanzado una petición para apoyar a los partidos gobernantes de estas naciones. Los partidos gobernantes de Ley y Justicia, Fidesz, ANO 2011 y Dirección - Socialdemocracia han expresado una retórica populista y antiinmigrante similar a los miembros del Partido ID que resulta en un apoyo mutuo, especialmente de Viktor Orbán y su partido Fidesz. Matteo Salvini y Marine Le Pen esperaban forjar relaciones sólidas con Ley y Justicia y Fidesz antes de las elecciones al Parlamento Europeo de 2019.

## Estructura

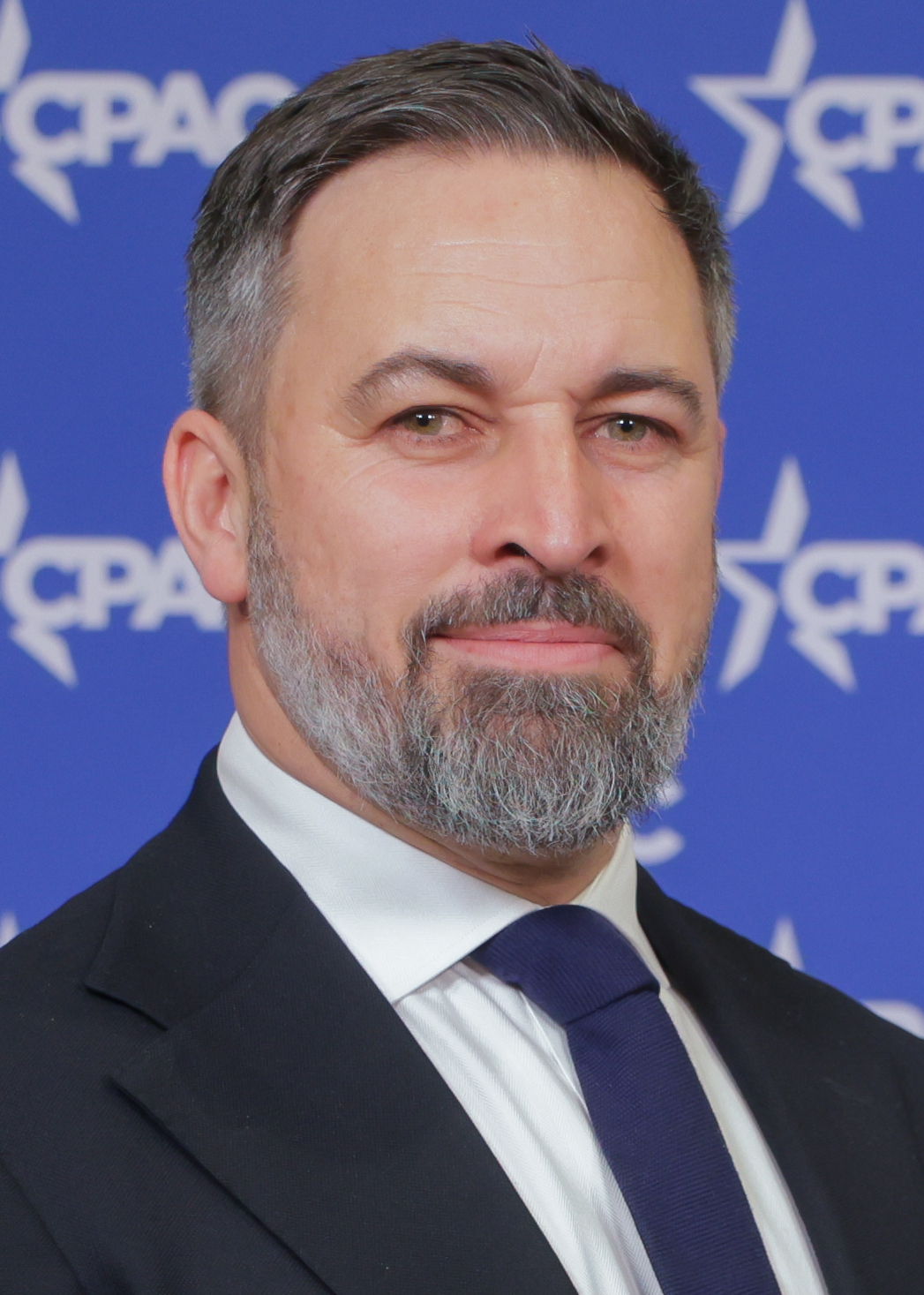
Presidente actual, Santiago Abascal

### Presidente
- Santiago Abascal  (Vox, España)

### Miembros del buró
- Marine Le Pen  (RN, Francia)
- Harald Vilimsky  (FPÖ, Austria)
- Stanisław Żółtek  (KNP, Polonia)
- Angelo Ciocca  (Lega, Italia)
- Nicolas Bay  (RN, Francia)
- Janice Atkinson  (anteriormente UKIP, Reino Unido)

### Tesorero
- Jean-François Jalkh  (RN, Francia)

## Instituciones europeas
| Organización      | Institución                                                | Representantes |
| ----------------- | ---------------------------------------------------------- | -------------- |
| Unión Europea     | Parlamento Europeo                                         | 72/720         |
| Unión Europea     | Comisión Europea                                           | 0/27           |
| Unión Europea     | Consejo Europeo (jefes de Gobierno)                        | 1/27           |
| Unión Europea     | Consejo de la Unión Europea (participación en el Gobierno) |                |
| Unión Europea     | Comité Europeo de las Regiones                             | 0/329          |
| Consejo de Europa | Asamblea Parlamentaria del Consejo de Europa               | 101/612 (CEPA) |